# Nora Gal
Nora Gal, all'anagrafe Ėleonora Jakovlevna Gal'perina (in russo Элеонора Яковлевна Гальперина?; Odessa, 27 aprile 1912 – Mosca, 23 luglio 1991), è stata una traduttrice, critica letteraria e teorica della traduzione sovietica.

## Biografia
Nora Gal nacque a Odessa il 27 aprile 1912 da padre medico e madre avvocato. Da bambina si trasferì a Mosca con la sua famiglia. A seguito di numerosi tentativi fallimentari fu ammessa presso l'Istituto Pedagogico Lenin, dove conseguì la laurea. Completò successivamente la sua specializzazione con una tesi sul poeta francese Arthur Rimbaud e pubblicò articoli sulla letteratura straniera contemporanea e classica (Guy de Maupassant, Byron, Alfred de Musset). Sposò il critico letterario Boris Kuzmin e divenne in seguito editrice delle sue selezione di opere.
Quando era ancora una giovane studentessa pubblicò alcuni poemi, per poi passare alla prosa nei successivi anni di studio. Verso la fine degli anni '30 scrisse diversi articoli sulla letteratura straniera contemporanea, ma cominciò la sua carriera come traduttrice solamente durante la seconda guerra mondiale, dopo la quale si dedicò alla traduzione di autori come Jules Renard, Alexandre Dumas padre e H. G. Wells.
Durante gli anni '50, Nora Gal tradusse Il piccolo principe di Antoine de Saint-Exupéry, i romanzi di J. D. Salinger, e Il buio oltre la siepe di Harper Lee in russo. Divenne perciò una traduttrice illustre ampiamente rispettata. Nell'ultimo periodo della sua carriera, si occupò alcuni capolavori come Lo straniero di Albert Camus e Death of a Hero di Richard Aldington, così come i libri di Thomas Wolfe, Katherine Anne Porter, e le opere di autori di fantascienza come Isaac Asimov, Arthur C. Clarke, Roger Zelazny e Ursula K. Le Guin.
Nel 1972, scrisse Words Living and Words Dead, un manuale contente numerosi esempi di traduzione, comprese le varie bozze. In questo manuale, Nora Gal sfidò le convenzioni e sostenne ferventemente l'uso di parole e di una sintassi dinamica, piuttosto che un tono passivo, ingarbugliato e formale. Semplicità e fluidità al posto di uno stile ridondante, freddo e tecnico che erano comunemente accettati. Privilegiò la comprensione del senso piuttosto che una maggiore attenzione alla raffinatezza. Il testo venne successivamente revisionato e ristampato quattro volte fino al 1987; ci furono altre due successive ristampe nel 2001 e 2004.

## Riconoscimenti
Nel luglio 1995, l'Unione Astronomica Internazionale scelse di onorare il suo nome attribuendole l'asteroide 4049 Noragal.
Dal 2012, viene assegnato ogni anno il Premio Nora Gal per la miglior traduzione di racconti dall'inglese al russo.